# Маловишерский район
Малови́шерский район — административно-территориальная единица (район) и муниципальное образование (муниципальный район) в составе Новгородской области Российской Федерации.
Административный центр — город Малая Вишера.

## География
Площадь территории — 3280,98 км².
Район расположен на севере Новгородской области. С запада район граничит с Новгородским и Чудовским районами, с востока — с Любытинским и Окуловским, с юга — с Крестецким, с севера Маловишерский район граничит с Киришским районом Ленинградской области.
На территории района:
- озера Бельское, Спасское, Сохлое, Черное, Фальковское, Горнешно.
- Река Мстаосновные реки: Мста, Большая Вишера, Малая Вишерка (или Малая Вишера) и Веребье (Веребушка), Хуба.

## История
Маловишерский уезд был образован 30 марта 1918 года, в его состав вошли некоторые волости Крестецкого уезда и одна волость Тихвинского уезда Череповецкой губернии. До 1927, когда было упразднено административное деление на губернии, уезды и волости, в состав Маловишерского уезда входило 18 волостей: Грядская, Заборовская, Заозерская, Заручьевская, Каевская, Карпиногорская, Маловишерская, Межниковская, Окуловская, Папоротно-Островская, Пожарская, Полищенская, Сухловская, Тидворская, Тимофеевская, Торбинская, Усадьевская и Усть-Волмская.
В августе 1927 года был образован Маловишерский район Новгородского округа Ленинградской области. В состав района вошли город Малая Вишера и следующие сельсоветы бывшего Маловишерского уезда:
- из Маловишерской волости: Александровский, Борковский, Бритинский, Глутненский (Глутенский), Горнецкий, Горский, Грядский, Дерево-Латышский, Луговской, Межниковский, Селищенский
- из Полищенской волости: Бургинский, Дубский, Карпиногорский, Кленинский, Морозовичский, Мстинский, Полищенский, Уезжский, Частовский
- из Тидворской волости: Бахаринский, Большезаборовский, Каширский, Кременичский, Попальский, Тидворский, Шарьинский.

В ноябре 1928 года Глутенский с/с был переименован в Маловишерский, Кленинский — в Любецкий, Кременичский — в Станинский, Луговской — в Большевишерский, Межниковский — в Озерянский. Образованы Малолановщинский, Парнивский и Пусто-Вишерский с/с. Упразднены Бахаринский, Борковский и Частовский с/с. 4 декабря Дереволатышский и Горский с/с были переданы в Чудовский район.
В июле 1930 года в связи с ликвидацией округов Маловишерский район перешёл в прямое подчинение Ленинградской области.
1 января 1932 года из Окуловского района в Маловишерский были переданы Веребьинский, Горушинский, Заборовский и Марконицкий с/с. Из Маловишерского района в Дрегельский были переданы Попальский, Станинский и Тидворский с/с.
11 сентября 1938 года был образован рабочий посёлок Большая Вишера.

### Великая Отечественная война
В годы Великой Отечественной войны Маловишерский район был частично оккупирован фашистами. В 1944 территория была полностью освобождена от фашистов и 5 июля вошла в состав Новгородской области.
8 июня 1954 года были упразднены Большевишерский, Горнецкий, Морозовичский, Парнивский и Малолановщинский с/с.
24 марта 1960 года Шарьинский с/с был передан в Дрегельский район, а Большезаборовский с/с — в Любытинский район. 16 июня Уезжский с/с был переименован в Дороховский.
4 августа 1961 годы был упразднён Маловишерский с/с. 30 марта 1962 года упразднён Дороховский с/с.
1 февраля 1963 года Маловишерский район был упразднён. При этом город Малая Вишера и р.п. Большая Вишера вошли в Маловишерский промышленный район, Александровский с/с был передан в Новгородский сельский район, а остальные 16 с/с — в Окуловский сельский район.
12 января 1965 года Маловишерский район был восстановлен. В его состав вошли город Малая Вишера, р.п. Большая Вишера и сельсоветы Бритинский, Бургинский, Веребьинский, Горушенский, Грядский, Дворищенский, Дубский, Заборовский, Карпиногорский, Каширский, Любецкий, Морконницкий, Мстинский, Озеренский, Пусто-Вишерский и Селищенский.
6 января 1969 года были упразднены Бритинский и Заборовский с/с. Одновременно из Окуловского района в Маловишерский был передан Оксочский с/с.
9 марта 1971 года был упразднён Каширский с/с. 26 марта 1973 года упразднён Озеренский с/с. 23 декабря 1974 года упразднены Горушинский, Любецкий и Пусто-Вишерский с/с. 14 августа 1979 года упразднён Дубский с/с.
16 февраля 1987 года Морконницкий с/с был переименован в Гарьский.

## Население
| 1989    | 2002    | 2005    | 2006    | 2007    | 2008    | 2009    | 2010    | 2012    |
| ------- | ------- | ------- | ------- | ------- | ------- | ------- | ------- | ------- |
| 25 085  | ↘21 713 | ↘20 705 | ↘20 143 | ↘19 700 | ↘19 313 | ↘18 796 | ↘17 785 | ↘17 204 |
| 2013    | 2014    | 2015    | 2016    | 2017    | 2018    | 2019    | 2020    | 2021    |
| ↘16 900 | ↘16 432 | ↘16 103 | ↘15 653 | ↘15 217 | ↘14 616 | ↘14 276 | ↘14 172 | ↘13 479 |

Национальный состав
По итогам переписи населения 2020 года проживали следующие национальности (национальности менее 0,1 % и другое, см. в сноске к строке «Другие»):
| Национальность | Численность, чел. | Доля     |
| -------------- | ----------------- | -------- |
| Русские        | 11 973            | 88,83 %  |
| Украинцы       | 79                | 0,59 %   |
| Цыгане         | 63                | 0,47 %   |
| Азербайджанцы  | 53                | 0,39 %   |
| Узбеки         | 35                | 0,26 %   |
| Таджики        | 34                | 0,25 %   |
| Белорусы       | 26                | 0,19 %   |
| Татары         | 16                | 0,12 %   |
| Немцы          | 14                | 0,10 %   |
| Другие         | 1186              | 8,80 %   |
| Итого          | 13 479            | 100,00 % |

## Административно-муниципальное устройство
В Маловишерский район в рамках административно-территориального устройства входит 4 поселения как административно-территориальные единицы области, в том числе Маловишерское с центром в городе районного значения Малая Вишера.
В рамках муниципального устройства, одноимённый Маловишерский муниципальный район включает 4 муниципальных образования, в том числе 2 городских поселения и 2 сельских поселения:
| № | Муниципальное образование           | Административный центр | Количество населённых пунктов | Население (чел.) | Площадь (км²) |
| - | ----------------------------------- | ---------------------- | ----------------------------- | ---------------- | ------------- |
| 1 | Большевишерское городское поселение | посёлок Большая Вишера | 7                             | ↘1138            | 844,35        |
| 2 | Маловишерское городское поселение   | город Малая Вишера     | 8                             | ↘10 091          | 545,67        |
| 3 | Бургинское сельское поселение       | деревня Бурга          | 62                            | ↘1274            | 1207,32       |
| 4 | Веребьинское сельское поселение     | деревня Веребье        | 55                            | ↗976             | 683,64        |

### Населённые пункты
В Маловишерском районе 132 населённых пункта.
| №   | Населённый пункт  | Тип                     | Население | Муниципальное образование           |
| --- | ----------------- | ----------------------- | --------- | ----------------------------------- |
| 1   | Барашиха          | деревня                 | ↗15       | Бургинское сельское поселение       |
| 2   | Большая Вишера    | посёлок                 | ↘1458     | Большевишерское городское поселение |
| 3   | Большое Кленово   | деревня                 | 8         | Веребьинское сельское поселение     |
| 4   | Большое Лановщино | деревня                 | →32       | Бургинское сельское поселение       |
| 5   | Большое Пехово    | деревня                 | 4         | Веребьинское сельское поселение     |
| 6   | Бор               | деревня                 | ↗24       | Бургинское сельское поселение       |
| 7   | Боровки           | деревня                 | ↗7        | Бургинское сельское поселение       |
| 8   | Борок             | деревня                 | ↗12       | Бургинское сельское поселение       |
| 9   | Бурга             | деревня                 | ↗929      | Бургинское сельское поселение       |
| 10  | Бурцева Гора      | деревня                 | ↗6        | Бургинское сельское поселение       |
| 11  | Веребье           | деревня                 | 295       | Веребьинское сельское поселение     |
| 12  | Верхние Гоголицы  | деревня                 | ↘1        | Бургинское сельское поселение       |
| 13  | Верхние Островцы  | деревня                 | 9         | Веребьинское сельское поселение     |
| 14  | Верхние Тиккулы   | деревня                 | ↘1        | Бургинское сельское поселение       |
| 15  | Верхний Перелесок | деревня                 | 0         | Веребьинское сельское поселение     |
| 16  | Виниха            | деревня                 | ↗8        | Бургинское сельское поселение       |
| 17  | Влички            | деревня                 | ↗63       | Бургинское сельское поселение       |
| 18  | Воронково         | деревня                 | 0         | Веребьинское сельское поселение     |
| 19  | Выставка          | деревня                 | ↗4        | Бургинское сельское поселение       |
| 20  | Вязовка           | деревня                 | 11        | Веребьинское сельское поселение     |
| 21  | Гарь              | деревня                 | 70        | Веребьинское сельское поселение     |
| 22  | Глутно            | деревня                 | 117       | Маловишерское городское поселение   |
| 23  | Голышино          | деревня                 | 3         | Веребьинское сельское поселение     |
| 24  | Горки             | деревня                 | ↗27       | Бургинское сельское поселение       |
| 25  | Горнецкое         | деревня                 | ↗20       | Бургинское сельское поселение       |
| 26  | Горнешно          | деревня                 | 9         | Большевишерское городское поселение |
| 27  | Городищи          | деревня                 | 8         | Веребьинское сельское поселение     |
| 28  | Горушка           | деревня                 | 8         | Веребьинское сельское поселение     |
| 29  | Гребла            | деревня                 | →25       | Бургинское сельское поселение       |
| 30  | Гряды             | деревня                 | 14        | Большевишерское городское поселение |
| 31  | Гряды             | железнодорожная станция | 276       | Большевишерское городское поселение |
| 32  | Гусево            | деревня                 | 7         | Веребьинское сельское поселение     |
| 33  | Дачный            | посёлок                 | 18        | Большевишерское городское поселение |
| 34  | Дворищи           | деревня                 | ↗242      | Бургинское сельское поселение       |
| 35  | Девкино           | деревня                 | →17       | Бургинское сельское поселение       |
| 36  | Добрая Вода       | деревня                 | ↗35       | Бургинское сельское поселение       |
| 37  | Дора              | деревня                 | ↘2        | Бургинское сельское поселение       |
| 38  | Дубки             | деревня                 | ↗10       | Бургинское сельское поселение       |
| 39  | Дубовицы          | деревня                 | 9         | Веребьинское сельское поселение     |
| 40  | Дубровка          | деревня                 | 6         | Веребьинское сельское поселение     |
| 41  | Елёмка            | деревня                 | 4         | Веребьинское сельское поселение     |
| 42  | Заборовье         | деревня                 | 0         | Веребьинское сельское поселение     |
| 43  | Замостье          | деревня                 | 42        | Веребьинское сельское поселение     |
| 44  | Замошье           | деревня                 | ↗21       | Бургинское сельское поселение       |
| 45  | Заполек           | деревня                 | 5         | Веребьинское сельское поселение     |
| 46  | Заречье           | деревня                 | 13        | Веребьинское сельское поселение     |
| 47  | Заручевье         | деревня                 | 6         | Веребьинское сельское поселение     |
| 48  | Захарово          | деревня                 | →0        | Бургинское сельское поселение       |
| 49  | Захожка           | деревня                 | 4         | Веребьинское сельское поселение     |
| 50  | Захоловье         | деревня                 | ↗2        | Бургинское сельское поселение       |
| 51  | Змеево            | деревня                 | ↗3        | Бургинское сельское поселение       |
| 52  | Знаменка          | деревня                 | 11        | Веребьинское сельское поселение     |
| 53  | Золотое Колено    | деревня                 | 10        | Веребьинское сельское поселение     |
| 54  | Ильичево          | деревня                 | ↗17       | Бургинское сельское поселение       |
| 55  | Инево Поле        | деревня                 | 0         | Веребьинское сельское поселение     |
| 56  | Каменка           | деревня                 | ↗12       | Бургинское сельское поселение       |
| 57  | Карпина Гора      | деревня                 | ↗101      | Бургинское сельское поселение       |
| 58  | Кашира            | деревня                 | 2         | Веребьинское сельское поселение     |
| 59  | Кленино           | деревня                 | ↗28       | Бургинское сельское поселение       |
| 60  | Климково          | деревня                 | ↗1        | Бургинское сельское поселение       |
| 61  | Колмыково         | деревня                 | 0         | Веребьинское сельское поселение     |
| 62  | Комель            | деревня                 | 3         | Веребьинское сельское поселение     |
| 63  | Концы             | деревня                 | 13        | Веребьинское сельское поселение     |
| 64  | Коньково          | деревня                 | ↗6        | Бургинское сельское поселение       |
| 65  | Корчажиха         | деревня                 | →3        | Бургинское сельское поселение       |
| 66  | Красная Горка     | деревня                 | ↘5        | Бургинское сельское поселение       |
| 67  | Краснёнка         | деревня                 | ↗135      | Бургинское сельское поселение       |
| 68  | Красное           | деревня                 | ↗58       | Бургинское сельское поселение       |
| 69  | Красный Бережок   | деревня                 | ↗8        | Бургинское сельское поселение       |
| 70  | Кривое Колено     | деревня                 | ↗8        | Бургинское сельское поселение       |
| 71  | Крюково           | деревня                 | 1         | Веребьинское сельское поселение     |
| 72  | Лескуново         | деревня                 | 1         | Веребьинское сельское поселение     |
| 73  | Лопотень          | деревня                 | ↗35       | Бургинское сельское поселение       |
| 74  | Лошево            | деревня                 | 2         | Веребьинское сельское поселение     |
| 75  | Луга              | деревня                 | 58        | Большевишерское городское поселение |
| 76  | Лука              | деревня                 | 186       | Веребьинское сельское поселение     |
| 77  | Льзи              | деревня                 | 13        | Веребьинское сельское поселение     |
| 78  | Любцы             | деревня                 | ↗51       | Бургинское сельское поселение       |
| 79  | Малая Вишера      | город                   | ↘9996     | Маловишерское городское поселение   |
| 80  | Малое Пехово      | деревня                 | ↗12       | Бургинское сельское поселение       |
| 81  | Медведь           | деревня                 | →5        | Бургинское сельское поселение       |
| 82  | Мстинский Мост    | деревня                 | ↗292      | Бургинское сельское поселение       |
| 83  | Некрасово         | деревня                 | 0         | Маловишерское городское поселение   |
| 84  | Нижние Гоголицы   | деревня                 | ↘3        | Бургинское сельское поселение       |
| 85  | Нижние Островцы   | деревня                 | 2         | Веребьинское сельское поселение     |
| 86  | Нижние Тиккулы    | деревня                 | ↗11       | Бургинское сельское поселение       |
| 87  | Нижний Перелесок  | деревня                 | 2         | Веребьинское сельское поселение     |
| 88  | Низовка           | деревня                 | 3         | Веребьинское сельское поселение     |
| 89  | Никольское        | деревня                 | ↗7        | Бургинское сельское поселение       |
| 90  | Новая             | деревня                 | 4         | Веребьинское сельское поселение     |
| 91  | Новое Замотаево   | деревня                 | ↘6        | Бургинское сельское поселение       |
| 92  | Новоселицы        | деревня                 | 13        | Веребьинское сельское поселение     |
| 93  | Новые Морозовичи  | деревня                 | ↗5        | Бургинское сельское поселение       |
| 94  | Оксочи            | деревня                 | 305       | Веребьинское сельское поселение     |
| 95  | Окулово           | деревня                 | 19        | Веребьинское сельское поселение     |
| 96  | Ольховец          | деревня                 | ↗17       | Бургинское сельское поселение       |
| 97  | Ольховка          | деревня                 | 7         | Веребьинское сельское поселение     |
| 98  | Опути             | деревня                 | 11        | Веребьинское сельское поселение     |
| 99  | Папоротно         | деревня                 | 1         | Большевишерское городское поселение |
| 100 | Парни             | деревня                 | ↗12       | Бургинское сельское поселение       |
| 101 | Пелюшня           | деревня                 | 12        | Веребьинское сельское поселение     |
| 102 | Перемыт           | деревня                 | ↗8        | Бургинское сельское поселение       |
| 103 | Поводьё           | деревня                 | 6         | Веребьинское сельское поселение     |
| 104 | Подгорное         | деревня                 | 146       | Веребьинское сельское поселение     |
| 105 | Подгорье          | деревня                 | 5         | Веребьинское сельское поселение     |
| 106 | Поддубье          | деревня                 | 4         | Маловишерское городское поселение   |
| 107 | Подмошье          | деревня                 | 10        | Маловишерское городское поселение   |
| 108 | Подсеки           | деревня                 | ↗1        | Бургинское сельское поселение       |
| 109 | Пожарьё           | деревня                 | 4         | Веребьинское сельское поселение     |
| 110 | Порыхалово        | деревня                 | 10        | Веребьинское сельское поселение     |
| 111 | Посохово          | деревня                 | 10        | Веребьинское сельское поселение     |
| 112 | Пруды             | деревня                 | 0         | Маловишерское городское поселение   |
| 113 | Прышкино          | деревня                 | →11       | Бургинское сельское поселение       |
| 114 | Пустая Вишерка    | деревня                 | 17        | Маловишерское городское поселение   |
| 115 | Русская Ольховка  | деревня                 | →6        | Бургинское сельское поселение       |
| 116 | Селищи            | деревня                 | 45        | Маловишерское городское поселение   |
| 117 | Серегиж           | деревня                 | ↗16       | Бургинское сельское поселение       |
| 118 | Соколово          | деревня                 | ↗6        | Бургинское сельское поселение       |
| 119 | Сорочино          | деревня                 | 2         | Веребьинское сельское поселение     |
| 120 | Сосницы           | деревня                 | →23       | Бургинское сельское поселение       |
| 121 | Старина           | деревня                 | 0         | Веребьинское сельское поселение     |
| 122 | Старое Замотаево  | деревня                 | ↘5        | Бургинское сельское поселение       |
| 123 | Старые Морозовичи | деревня                 | ↗17       | Бургинское сельское поселение       |
| 124 | Сурики            | деревня                 | ↗31       | Бургинское сельское поселение       |
| 125 | Сюйська           | деревня                 | ↗29       | Бургинское сельское поселение       |
| 126 | Увары             | деревня                 | ↗6        | Бургинское сельское поселение       |
| 127 | Уезжа             | деревня                 | ↗22       | Бургинское сельское поселение       |
| 128 | Устье             | деревня                 | 3         | Веребьинское сельское поселение     |
| 129 | Харитоново        | деревня                 | 0         | Веребьинское сельское поселение     |
| 130 | Шабаново          | деревня                 | 0         | Веребьинское сельское поселение     |
| 131 | Шеляйха           | деревня                 | ↗24       | Бургинское сельское поселение       |
| 132 | Шемякино          | деревня                 | 20        | Веребьинское сельское поселение     |

## Экономика

### Промышленность
- ЗАО «Завод „Электроаппарат“» производил электрооборудование для российских железных дорог (закрыт в 2014 году)
- Основное предприятие района — ООО «Хасслахерлес» [22](бывший ООО «Мадок») — производит пиломатериалы
- предприятие по ремонту колёсных пар локомотивов ОАО «Российские железные дороги»
- мебельное предприятие ООО «Ясень-МВ»
- ООО «Мстинское молоко»

В 2007 году произведено товаров и выполнено услуг на общую сумму 0,9 млрд руб.

### Сельское хозяйство
- 3 сельскохозяйственных предприятия:
- ООО СХП совхоз «Вишерка»
- ООО «Агро»
- 12 крестьянских хозяйств
- подсобное хозяйство ГНУИ «Оксочи»
- около 3,6 тысячи подсобных хозяйств населения.

## Транспорт
По территории района проходит главный ход Октябрьской железной дороги, крупнейшая железнодорожная станция Малая Вишера. Автодорога Спасская Полисть — Селищи — Малая Вишера — Любытино — Боровичи, соединяет район с федеральной автомобильной дорогой «Россия» М10 (E 105), проходящей через Спасскую Полисть в Санкт-Петербург и вторым по величине городом области Боровичами. С областным центром — Великим Новгородом автомобильное сообщение осуществляется вдоль обоих берегов Волхова, как по автотрассе М10, так и по автодороге вдоль правого берега Волхова. Есть автодорога Папоротно — Новоселицы, вдоль реки Вишера также выходящая на автотрассу М10, в сторону Москвы, южнее Великого Новгорода.

## Достопримечательности
В двадцати километрах на северо-восток от Малой Вишеры, на берегу озера Спасское расположен Спас-Оскуйский погост. В деревне Льзи находится усадьба инженера Петра Антоновича Борейша.
В Маловишерском районе находится единственная (в Новгородской области), база отдыха с горнолыжным спуском «Мстинские горки».